# Mount Olive (Illinois)
Mount Olive es una ciudad ubicada en el condado de Macoupin en el estado estadounidense de Illinois. En el Censo de 2010 tenía una población de 2099 habitantes y una densidad poblacional de 701,06 personas por km².

## Geografía
Mount Olive se encuentra ubicada en las coordenadas 39°4′22″N 89°43′40″O / 39.07278, -89.72778. Según la Oficina del Censo de los Estados Unidos, Mount Olive tiene una superficie total de 2.99 km², de la cual 2.99 km² corresponden a tierra firme y (0.26%) 0.01 km² es agua.

## Demografía
Según el censo de 2010, había 2099 personas residiendo en Mount Olive. La densidad de población era de 701,06 hab./km². De los 2099 habitantes, Mount Olive estaba compuesto por el 99.05% blancos, el 0.19% eran afroamericanos, el 0.29% eran amerindios, el 0.1% eran asiáticos, el 0% eran isleños del Pacífico, el 0.14% eran de otras razas y el 0.24% pertenecían a dos o más razas. Del total de la población el 0.86% eran hispanos o latinos de cualquier raza.